# Chlorophlaeobella tananarive
Chlorophlaeobella tananarive är en insektsart som först beskrevs av Vitaly Michailovitsh Dirsh 1963.  Chlorophlaeobella tananarive ingår i släktet Chlorophlaeobella och familjen gräshoppor. Inga underarter finns listade i Catalogue of Life.